# Chaohu Ostbahnhof

Der Chaohu Ostbahnhof ist ein neu gebauter und einziger Personenbahnhof für Hochgeschwindigkeitszüge in der Stadt Chaohu. Er ist ein regelmäßiger Halt von Hochgeschwindigkeitszügen.

## Lage
Der Chaohu Ostbahnhof liegt zentral am östlichen Rand des ehemaligen Bezirks Juchao. Er befindet sich etwa 800 Meter südwestlich der Gemeinde Bantang und 500 Meter östlich vom alten Bahnhof auf der Taihushan Straße.

## Architektur
Chaohu Ostbahnhof hat eine Fläche von rund 10.000 Quadratmetern, zum Einsteigen ist eine 10 Meter breite Brücke über der Bahngleise vorgesehen und ein 8 Meter breiter Tunnel zum Verlassen des Bahnhofs. Für die Transitpassagiere ist eine Lounge geplant. 